# Stradivarius El Messies
L'Stradivarius Messies-Salabue, de 1716, és un violí fabricat pel lutier Antonio Stradivari, natural de Cremona. Hom el considera l'únic Stradivarius que es troba en perfecte estat de conservació.

## Història
Sobrenomenat Li Messie (Messies, en francès), va romandre al taller d'Antonio Stradivari fins a la seva defunció, esdevinguda el 1737. Després el seu fill Paolo el va vendre al Comte de Cozio de Salabue, l'any 1775. Durant un temps va portar el nom Salabue. L'any 1827 el va comprar Luigi Tarisio. Després de la mort d'aquest el va adquirir el lutier parisenc Jean Baptiste Vuillaume, juntament amb tota la col·lecció de Tarisio.
Una vegada Tarisio estava explicant a Villaume les meravelles del seu desconegut i meravellós instrument, quan el violinista Jean-Delphin Alard (gendre de Villaume) va exclamar: «Llavors el teu violí és com el Messies dels jueus: sempre se l'està esperant, però mai apareix». D'aquesta manera el violí va quedar batejat amb el nom pel qual es coneix actualment."
El Messies va ser llegat per la família Hill (W. I. Hill & Sons) al Museu Ashmolean, d'Oxford (Anglaterra), per a la seva conservació «per a futurs fabricadors de violins, perquè n'aprenguessin». El donant va posar com a condició al museu el seu desig que mai permetés que es toqués música amb tan preuat instrument.

## En l'actualitat
El violí està com a nou, ja que amb prou feines s'hi ha tocat. A causa del condicionant del llegat de Hill s'ha qüestionat el potencial tonal de l'instrument. No obstant això el va tocar el famós violinista Joseph Joachim, qui, en una carta de 1891 al llavors propietari de l'El Messies, Robert Crawford, afirma que la combinació de dolçor i esplendor del so li va causar gran impressió. Nathan Milstein va poder tocar-lo a la tenda de Hill abans de 1940. Ho va descriure com una experiència inoblidable. És un dels Stradivarius més valuosos.